# نواه كين
نواه كين (بالفنلندية: Noah Kin)‏ هو رابر فنلندي، ولد في 1994.

## وصلات خارجية
- الموقع الرسمي
- نواه كين على موقع ميوزك برينز (الإنجليزية)
- نواه كين على موقع أول ميوزيك (الإنجليزية)
- نواه كين على موقع ديسكوغز (الإنجليزية)